# Суваляшевский сельсовет
Суваляшевский сельсове́т — упразднённая в 2008 году административно-территориальная единица и сельское поселение (тип муниципального образования) в составе Калтасинского района. Почтовый индекс — 452860. Код ОКАТО — 80233854000. Объединён с сельским поселением Калтасинский сельсовет. Образован в 1986 году.

## Состав сельсовета
деревня Калмаш — административный центр, деревни Александровка, Новотокраново, Ясная Поляна, Сауляшбаш

## История
Указ Президиума ВС Башкирской АССР от 12.12.1986 N 6-2/394 «Об образовании Суваляшевского сельсовета в Калтасинском районе» гласил:

1. Образовать в Калтасинском районе Суваляшевский сельсовет с административным центром в деревне Калмаш.
2. Включить в состав Суваляшевского сельсовета населённые пункты: деревни Александровка, Калмаш, Новотокраново, Сауляшбаш, Ясная Поляна, исключив их из Калтасинского сельсовета.
3. Установить границу Суваляшевского сельсовета согласно представленной схематической карте. 
Обратное возвращение в Калтасинский с/с произошло в реформе 2008 года.
Закон Республики Башкортостан от 19.11.2008 N 49-з «Об изменениях в административно-территориальном устройстве Республики Башкортостан в связи с объединением отдельных сельсоветов и передачей населённых пунктов», ст.1 гласил:

 "Внести следующие изменения в административно-территориальное устройство Республики Башкортостан:
 26) по Калтасинскому району:

 а) объединить Калтасинский и Суваляшевский сельсоветы с сохранением наименования «Калтасинский» с административным центром в селе Калтасы.
Включить деревни Александровка, Калмаш, Новотокраново, Сауляшбаш, Ясная
Поляна Суваляшевского сельсовета в состав Калтасинского сельсовета.

Утвердить границы Калтасинского сельсовета согласно представленной схематической карте.

Исключить из учётных данных Суваляшевский сельсовет

## Географическое положение
На 2008 год граничил с муниципальными образованиями: Тюльдинский сельсовет, Новокраснохолмский сельсовет, Калмиябашевский сельсовет, Кельтеевский сельсовет, Калтасинский сельсовет («Закон Республики Башкортостан от 17.12.2004 N 126-з (ред. от 19.11.2008) „О границах, статусе и административных центрах муниципальных образований в Республике Башкортостан“»).